# Něrussa
Něrussa nebo Něruza (rusky Нерусса nebo Неруза) je řeka v Brjanské a v Orelské oblasti v Rusku. Je 161 km dlouhá. Povodí má rozlohu 5630 km².

## Průběh toku
Pramení na západních svazích Středoruské vysočiny. Ústí zleva do Děsny (povodí Dněpru).

## Vodní stav
Zdrojem vody jsou převážně sněhové srážky. Průměrný průtok vody ve vzdálenosti 38 km od ústí činí přibližně 13,5 m³/s. Zamrzá na konci listopadu až na začátku ledna a rozmrzá na konci března až na začátku dubna.

## Využití
Je splavná pro vodáky. Na horním toku, nedaleko ústí Obščerici, leží město Dmitrovsk.